# Stuart Sutcliffe
Stuart „Stu“ Sutcliffe (23. června 1940 Edinburgh – 10. dubna 1962 Hamburk) byl britský malíř a hudebník, který byl rok a půl členem hudební skupiny Beatles, ještě předtím než se stala slavnou. Jako malíř byl představitel abstraktního expresionismu.

## Život

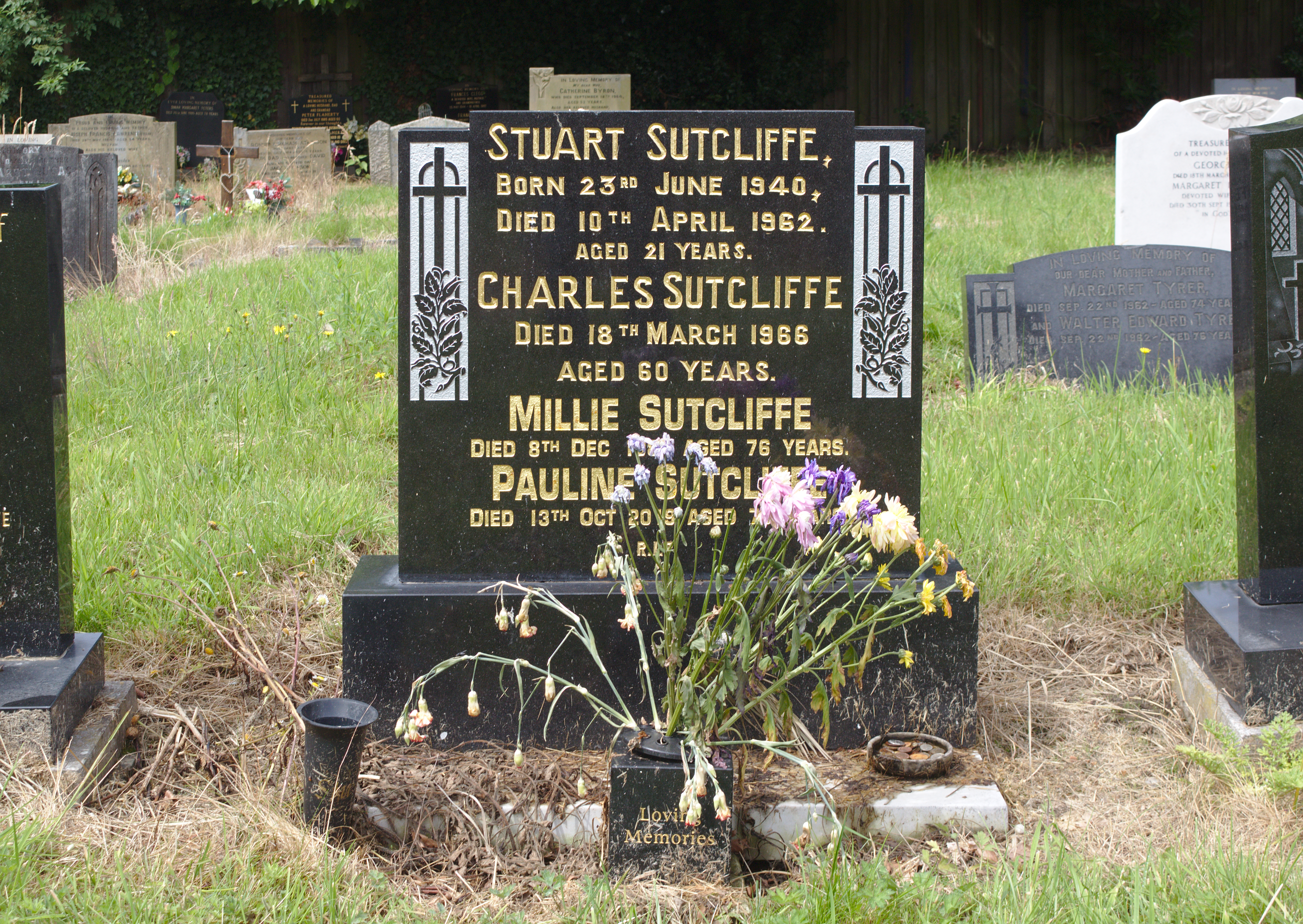
Hrob Stuarta Sutcliffa a jeho rodiny

Narodil se ve skotském Edinburghu, ale ještě v jeho raném dětství se rodina přestěhovala do Liverpoolu, kde vyrostl. Ve druhé polovině 50. let navštěvoval uměleckou školu Liverpool College of Art, kde patřil mezi nejtalentovanější studenty. Seznámil se tu s Johnem Lennonem, s nímž pak nějakou dobu i sdílel podnájem.
Jako poměrně zkušeného muzikanta, který zpíval v chrámovém sboru a uměl hrát na klavír, trubku a trochu na kytaru, ho Lennon počátkem roku 1960 získal pro svou rock'n'rollovou kapelu Johnny and the Moondogs, kde s ním již hráli o pár let mladší kytaristé Paul McCartney a George Harrison. Sutcliffe se dal přemluvit, aby si za peníze, které právě utržil za jeden svůj obraz, pořídil basovou kytaru, a stal se tak v kapele hráčem na tento nástroj.
Záhy navrhl přejmenování kapely na Beetles („Brouci“), z čehož se přes Silver Beetles a (zřejmě Lennonovu) slovní hříčku se slovem beat stalo v srpnu 1960 výsledné The Beatles.
Sutcliffova hra na basu byla většinou velmi jednoduchá, založená jen na základních akordových tónech. Zprávy o kvalitě jeho hraní a o jeho údajné silné trémě jsou rozporuplné – někteří jej hodnotili jako nevalného baskytaristu, ale např. Klaus Voormann s tím nesouhlasil. Bubeník a spoluhráč Pete Best zase vyvracel často zmiňovanou informaci, že se Sutcliffe na pódiu styděl a hrál jen zády k publiku.
Během prvního angažmá Beatles v německém Hamburku roku 1960 se seznámil s o dva roky starší umělkyní Astrid Kirchherrovou, zamilovali se do sebe a ještě toho roku se zasnoubili. V polovině roku 1961 se Sutcliffe rozhodl, že z Beatles odejde a soustředí se na malování. Přestěhoval se k Astrid do Hamburku a zapsal se ke studiu na tamní vysoké umělecké škole. Basovou kytaru po něm převzal McCartney.
V té době začal Sutcliffe trpět těžkými bolestmi hlavy a přecitlivělostí na světlo, občas údajně i nakrátko ztrácel zrak. V únoru 1962 zkolaboval, ale lékaři v Německu ani v Británii nedokázali odhalit původ jeho potíží. Další kolaps v dubnu mu už byl osudný – cestou do nemocnice zemřel, ve věku 21 let. Příčinou se ukázalo krvácení do mozku následkem prasklé výdutě. Není jasné, co mu ji způsobilo, ale spekuluje se, že na začátku stálo proražení lebky, které utrpěl v lednu 1961 při rvačce po jednom vystoupení s kapelou.
Přestože byl během svého působení v Beatles někdy terčem posměšků za své hraní nebo za svou drobnou postavu, a např. McCartney žárlil na jeho vztah s Lennonem, jeho předčasná smrt členy kapely otřásla. Zejména Lennon, který s ním prožil nejvíce, byl zdrcený. Beatles později připomněli Stuovu památku na obalu svého nejslavnějšího alba Sgt. Pepper's Lonely Hearts Club Band, kde je vyobrazen zcela vlevo. Záznam jeho hraní v kapele pak byl oficiálně vydán teprve roku 1995 v rámci kolekce The Beatles Anthology.